# 分数小波变换
分数小波变换（Fractional wavelet transform，缩写：FRWT）是传统小波变换（Wavelet transform）的推广。该变换的提出改进了了小波变换和分数傅里叶变换的局限性。分数小波变换继承了传统小波变换的多分辨率特性，同时，类似于分数傅里叶变换，可以表示分数阶域的信号特征。

## 定义
分数傅里叶变换（FRFT）是傅里叶变换（FT）的推广，它在光学、通信、信号和图像处理方面是一个强有力的分析工具。然而，由于分数傅里叶变换使用全局核函数，它只强调了存在某些成分，而没有说明这些成分的时间定位。因此，对非平稳信号进行FRFT频谱分析时需要在时间-FRFT域进行联合分析。
对FRFT的一个修改时短时分数傅里叶变换（STFRFT）。STFRFT的思想时使用具有时间局域性的窗函数将信号分段，然后对每一段进行FRFT频谱分析。STFRFT可以在时间-FRFT域进行联合分析，然而，由于窗函数的长度是预先固定的，STFRFT并不能在时间域和FRFT域均提供良好的分辨率。换而言之，STFRFT的分辨率受到不确定性原理的约束，即窄窗具有较好的时间分辨率和较差的FRFT谱分辨率；宽窗具有较好的FRFT谱分辨率和较差的时间分辨率。然而多数实际信号高频成分持续时间较短，而低频成分持续时间较长。
Mendlovic和David推广了小波变换，提出了分数小波变换（FRWT）。
FRWT被定义为FRFT和小波变换（WT）的级联，即：
{\displaystyle {\begin{aligned}W^{\alpha }(a,b)&={\frac {1}{\sqrt {a}}}\int \limits _{\mathbb {R} }\int \limits _{\mathbb {R} }{\mathcal {K}}_{\alpha }(u,t)f(t)\psi ^{\ast }\left({\frac {u-b}{a}}\right)dtdu\\&={\frac {1}{\sqrt {a}}}\int \limits _{\mathbb {R} }\left(\int \limits _{\mathbb {R} }f(t){\mathcal {K}}_{\alpha }(u,t)dt\right)\psi ^{\ast }\left({\frac {u-b}{a}}\right)du\\&={\frac {1}{\sqrt {a}}}\int \limits _{\mathbb {R} }F_{\alpha }(u)\psi ^{\ast }\left({\frac {u-b}{a}}\right)du\\\end{aligned}}}
其中，变换的核函数{\displaystyle {\mathcal {K}}_{\alpha }(u,t)}为：
{\displaystyle {\mathcal {K}}_{\alpha }(u,t)={\begin{cases}A_{\alpha }e^{j{\frac {u^{2}+t^{2}}{2}}\cot \alpha -jut\csc \alpha },&\alpha \neq k\pi \\\delta (t-u),&\alpha =2k\pi \\\delta (t+u),&\alpha =(2k-1)\pi \\\end{cases}}}
其中{\displaystyle A_{\alpha }={\sqrt {{(1-j\cot \alpha )}/{2\pi }}}}，{\displaystyle F_{\alpha }(u)}表示{\displaystyle f(t)}的FRFT。然而，由于时间信号在变换中丢失，这并不是时间-FRFT联合分布。
此外，Prasad和Mahato将信号和母小波的FRFT来表达信号的WT，并称这种表达为FRWT。即：
{\displaystyle {\begin{aligned}\left(W_{\psi }^{\alpha }f\right)(b,a)&={\frac {1}{\sqrt {a}}}\int \limits _{\mathbb {R} }f(t)\psi ^{\ast }\left({\frac {t-b}{a}}\right)dt\\&={\frac {\csc \alpha }{4\pi ^{2}}}\int \limits _{\mathbb {R} }F(u\sin \alpha )\Psi ^{\ast }(au\sin \alpha )e^{j{\frac {u^{2}}{4}}(1-a^{2})\sin 2\alpha -jbu}du\\\end{aligned}}}
其中{\displaystyle F(u\sin \alpha )}和{\displaystyle \Psi (u\sin \alpha )}表示{\displaystyle f(t)}和{\displaystyle \psi (t)}的傅里叶变换（参数缩放了{\displaystyle \sin \alpha }倍）。显然，这种所谓的FRWT与普通WT是相同的。
最近， Shi等人通过引入与FRFT有关的分数卷积提出了新的关于FRWT的定义。任意平方可积函数{\displaystyle f(t)\in L^{2}(\mathbb {R} )}的FRFT定义为：
{\displaystyle W_{f}^{\alpha }(a,b)={\mathcal {W}}^{\alpha }[f(t)](a,b)=\int \limits _{\mathbb {R} }f(t)\psi _{\alpha ,a,b}^{\ast }(t)\,dt}
其中{\displaystyle \psi _{\alpha ,a,b}(t)}是对母小波{\displaystyle \psi (t)}的Chirp调制和连续仿射变换，即：
{\displaystyle \psi _{\alpha ,a,b}(t)={\frac {1}{\sqrt {a}}}\psi \left({\frac {t-b}{a}}\right)e^{-j{\frac {t^{2}-b^{2}}{2}}\cot \alpha }}
其中，{\displaystyle a\in \mathbb {R^{+}} }是尺度参数；{\displaystyle b\in \mathbb {R} }是位移参数。对应的逆FRWT变换为：
{\displaystyle f(t)={\frac {1}{2\pi C_{\psi }}}\int \limits _{\mathbb {R} }\int \limits _{\mathbb {R} ^{+}}W_{f}^{\alpha }(a,b)\psi _{\alpha ,a,b}(t){\frac {da}{a^{2}}}db}
其中{\displaystyle C_{\psi }}是与选用的小波相关的常数，该常数决定了重建能否进行，即容许性条件（Admissibility condition）：
{\displaystyle C_{\psi }=\int \limits _{\mathbb {R} }{\frac {|\Psi (\Omega )|^{2}}{|\Omega |}}\,d\Omega <\infty }
其中{\displaystyle \Psi (\Omega )}表示{\displaystyle \psi (t)}的傅里叶变换。容许性条件表明{\displaystyle \Psi (0)=0}，即{\displaystyle \int _{\mathbb {R} }\psi (t)dt=0}。因此，连续分数小波必须表现出震荡的性质，并在分数傅里叶域中体现出带通滤波器的特性。从这点来看，{\displaystyle f(t)}的FRWT变换可以用FRFT域来表示，即：
{\displaystyle W_{f}^{\alpha }(a,b)=\int \limits _{\mathbb {R} }{{\sqrt {2\pi a}}F_{\alpha }(u)\Psi ^{\ast }(au\csc \alpha )}{\mathcal {K}}_{\alpha }^{\ast }(u,b)du}
其中{\displaystyle F_{\alpha }(u)}表示对{\displaystyle f(t)}的FRFT，{\displaystyle \Psi (u\csc \alpha )}表示{\displaystyle \psi (t)}的傅里叶变换（参数缩放了{\displaystyle \csc \alpha }倍）。当{\displaystyle \alpha ={\pi }/{2}}时，FRWT退化为传统的小波变换。文献对此类FRWT进行了深入的讨论。

## 分数小波变换的多分辨分析（MRA）
该文概述了分数小波变换及其多分辨分析。